# Diego Tinoco
Diego Tinoco (Anaheim, 25 novembre 1997) è un attore statunitense.

## Biografia
Ha iniziato la sua professione come attore nel 2015, dove ha interpretato il ruolo di Marco nel film drammatico Drizzle of Hope.
Nella sesta stagione della serie televisiva Teen Wolf, ha interpretato il personaggio di Mateo che ha fatto un'apparizione nel 2016. Nel cortometraggio del 2017, Welcome to Valhalla, ha interpretato il personaggio di Diego. Ha raggiunto un livello di fama ancora maggiore nel 2018 dopo aver interpretato il personaggio di Cesar Diaz nella serie televisiva On My Block.
Nel 2023 interpreta Nero di Phoenix, un cavaliere oscuro nel film I Cavalieri dello Zodiaco con Mackenyu e Madison Iseman.

## Filmografia
- On My Block – serie TV, 28 episodi (2018-in corso)
- I Cavalieri dello zodiaco (Knights of the Zodiac), regia di Tomek Bagiński (2023)